# Campeonato Maranhense de Futebol de 1963
O Campeonato Maranhense de Futebol de 1963 foi a 42º edição da divisão principal do campeonato estadual do Maranhão. O campeão foi o Maranhão que conquistou seu 5º título na história da competição. O artilheiro do campeonato foi Hamilton, jogador do Moto Club, com 20 gols marcados

## Premiação
| Campeonato Maranhense de 1963 |
| São Luís                      |
| ----------------------------- |
| Maranhão Campeão (5º título)  |